# Legea generală a corporațiilor din Delaware
Legea Generală a Corporațiilor din Delaware (în engleză General Corporation Law of the State of Delaware, abreviată uneori DGCL) este statutul Codului Delaware care reglementează dreptul corporativ în statul american Delaware. Statutul a fost adoptat în 1899. După reformele anti-corporative din 1919 din New Jersey sub conducerea lui Woodrow Wilson, Delaware a devenit jurisdicția predominantă în dreptul corporativ din State Unite. Delaware a fost descris drept capitala corporativă de facto a Statelor Unite.
Delaware este considerat un paradis corporativ datorită legislației sale favorabile afacerilor, comparativ cu majoritatea statelor din SUA. 66% din companiile din Fortune 500, inclusiv Walmart și Amazon (două dintre cele mai mari companii din lume după venituri) sunt înregistrate (și, prin urmare, își au domiciliul pentru scopurile notificării proceselor legale) în stat. Peste jumătate din toate companiile tranzacționate public pe Bursa de Valori din New York (inclusiv proprietarul acesteia, Intercontinental Exchange) sunt înregistrate în Delaware.
Statutul a fost creditat cu reducerea poverii fiscale pentru locuitorii din Delaware, deoarece veniturile provenite din această lege furnizează două cincimi din bugetul statului, dar a fost controversat pentru facilitarea eludării fiscale și a spălarea banilor de către corporații, precum și pentru oferirea unui refugiu pentru spălătorii de bani, conducători străini cleptocrați și traficanții de persoane.

## Istorie
Delaware și-a dobândit statutul de paradis corporativ la începutul secolului al XX-lea. Urmând exemplul New Jersey-ului, care a adoptat legi favorabile afacerilor la sfârșitul secolului al XIX-lea pentru a atrage afaceri din New York, Delaware a adoptat, la 10 martie 1899, o lege generală de înființare a companiilor, având ca scop atragerea mai multor afaceri. Grupul care a promovat această legislație intenționa să stabilească o corporație care să vândă servicii altor afaceri care se înregistrau în Delaware. Înainte de apariția actelor generale de constituire, formarea unei corporații necesita un act special al legislativului statului. Înființarea generală a unei companii permitea oricui să formeze o companie prin simpla strângere de fonduri și depunerea actelor constitutive la secretarul de stat.

## Alte aspecte legale
Datorită experienței extinse a instanțelor din Delaware, statul dispune de un corp de drept mai bine dezvoltat decât alte state, ceea ce oferă corporațiilor și consilierilor lor o mai bună îndrumare în ceea ce privește guvernanța corporativă și problemele de răspundere în tranzacții. Litigiile cu privire la afacerile interne ale corporațiilor sunt de obicei depuse în Curtea de Echitate din Delaware, care este o instanță separată de echitate, spre deosebire de o instanță de judecată.  Pentru că este o instanță de echitate, nu există jurii; cazurile sale sunt audiate de judecători, numiți cancelari. Din 2018, curtea este compusă dintr-un cancelar și șase vice-cancelari. Curtea este o instanță de judecată, cu un cancelar care audiază fiecare caz. Părțile implicate în proces pot face apel împotriva deciziilor finale ale Curții de Echitate la Curtea Supremă din Delaware.
Delaware a atras și mari bănci de carduri de credit din cauza reglementărilor relaxate privind dobânzile . Multe state din SUA au legi privind cămătăria care limitează suma pe care un creditor o poate percepe ca dobândă. Legea federală permite unei bănci naționale să „importe” aceste legi din statul în care se află sediul său principal. Băncile naționale sunt, totuși, corporații formate conform legii federale, nu legii Delaware.
Conform „doctrinei afacerilor interne”, corporațiile care operează în mai mult de un stat sunt supuse doar legilor statului în care sunt înființate în ceea ce privește reglementarea afacerilor interne ale corporației. Drept urmare, corporațiile din Delaware sunt supuse aproape exclusiv legii din Delaware, chiar și atunci când fac afaceri în alte state.
Deși majoritatea statelor cer ca o corporație cu scop lucrativ să aibă cel puțin un director și două oficii, legile din Delaware nu impun această restricție. Toate funcțiile pot fi deținute de o singură persoană, care poate fi și singurul acționar. Persoana respectivă, care nu trebuie să fie cetățean sau rezident al SUA, poate opera și anonim, cu doar agentul de înregistrare al companiei fiind numit.

## Beneficii și sarcini fiscale
Delaware nu percepe impozit pe veniturile corporațiilor care nu operează în stat, astfel că nu se plătește taxă pentru beneficiile de înființare a unei companii în acest stat. Totuși, statul aplică un impozit mai mare băncilor care își localizează sediul aici. În general, Delaware este considerat un loc favorabil pentru afaceri, deoarece legile de înființare a corporațiilor permit companiilor să reducă cheltuielile prin standardizarea proceselor legale, iar multe companii din alte state își au sediul în Delaware.
De asemenea, statul câștigă venituri din legile privind proprietățile abandonate. Conform legislației, statul păstrează bunurile abandonate, cum ar fi cecurile neîncasate sau certificatele de cadou neutilizate, dacă corporațiile nu pot localiza proprietarii. Aceste proprietăți aduc Delaware aproximativ jumătate de miliard de dolari pe an.
Delaware percepe o taxă pe franciză asupra corporațiilor înființate în stat. Aceste taxe sunt mai mari decât în alte state, dar contribuie cu aproximativ o cincime din veniturile statului.